# Heinz Vopel junior
Heinz Vopel (* 14. April 1938 in Dortmund) ist ein ehemaliger deutscher Radrennfahrer und nationaler Meister im Radsport.

## Sportliche Laufbahn
Vopel war Bahnradsportler. Er gewann 1958 den nationalen Titel im Zweier-Mannschaftsfahren der Amateure mit Willy Franssen als Partner. 1958 siegte er im Silbernen Adler von Köln mit Franssen.
Von 1958 bis 1964 war er Berufsfahrer. Er begann seine Profikarriere im Radsportteam Altenburger. Vopel wurde 1959 Vize-Meister im Zweier-Mannschaftsfahren der Profis mit Edi Gieseler als Partner. Er bestritt einige Sechstagerennen, sein bestes Resultat war der dritte Platz im Sechstagerennen von Köln 1959.

## Familiäres
Sein Vater Heinz Vopel senior war ebenfalls Radprofi. Gemeinsam mit Gustav Kilian war er der erfolgreichste deutsche Fahrer bei Sechstagerennen.